# Disoidemata quadriplaga
Disoidemata quadriplaga är en fjärilsart som beskrevs av Paul Dognin 1912. Disoidemata quadriplaga ingår i släktet Disoidemata och familjen björnspinnare. Inga underarter finns listade i Catalogue of Life.